# Надеждовка (Каховский район)
Надеждовка (укр. Надеждівка) — село в Крестовской сельской общине Каховского района Херсонской области Украины.

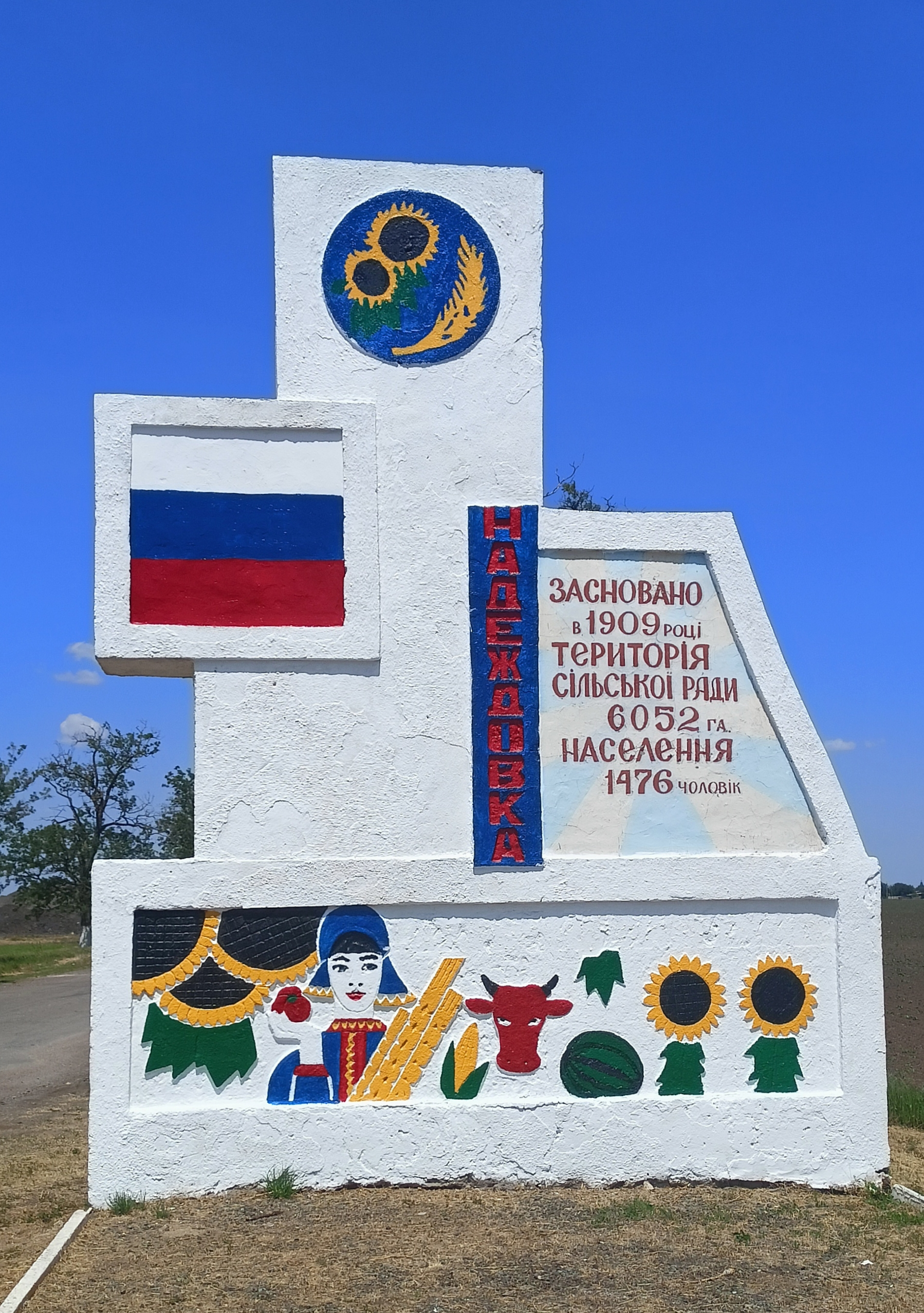
Стела на въезде в Надеждовку во время российской оккупации

Население по переписи 2001 года составляло 1495 человек. Почтовый индекс — 75226. Телефонный код — 8-05538. Код КОАТУУ — 6525482401.

## Местный совет
75226, Херсонская обл., Чаплинский р-н, с. Надеждовка, ул. Гагарина, 24